# サイード横田仁奈
サイード横田 仁奈（サイードよこた にな、1994年3月2日 - ）は、日本の新体操選手・指導者。2012年ロンドンオリンピック代表（新体操団体）。インセント所属。

## 経歴
1994年3月2日、東京都清瀬市出身。父親がパキスタン人で母親が日本人のハーフ。妹は元AKB48研究生でタレントのサイード横田絵玲奈。
藤村女子高等学校を経て2016年3月国士舘大学卒業、2016年4月株式会社ドームアンダーアーマーに入社。現在はレガス四谷スポーツアカデミーで指導をしている。
ふじしま新体操クラブにて6歳から新体操を始める。2009年12月、フェアリージャパンオーディションに合格、新体操日本代表入り。2010年 - 2011年、世界新体操選手権代表（団体）。2012年ロンドンオリンピック代表（新体操団体）。
2015年2月、フェアリージャパンを辞退し、その後引退した。
2015年4月、「横田仁奈」名義でヒゲドライVANのPV「透明少女」に出演。
2020年、ミス・ユニバース・ジャパン2020に出場しセミファイナルに進出した。

## 主な試合結果
- 2009年 第18回全日本新体操クラブ選手権大会ジュニア個人総合10位

新体操日本ナショナル選抜団体チームとして
- 2010年 ギリシャ新体操国際(カラマタカップ) 団体総合8位 種目別決勝フープ7位
- 2010年 サンクトペテルブルク新体操国際 団体総合3位 種目別決勝フープ3位 リボンロープ3位
- 2010年 イタリア新体操国際 団体総合10位 種目別決勝リボンロープ4位
- 2010年 世界新体操選手権モスクワ大会 団体総合6位 種目別決勝 フープ6位 リボンロープ6位
- 2011年 モスクワグランプリ新体操国際 団体総合3位 種目別決勝ボール3位
- 2011年 Ｗ杯ウズベキスタン国際 団体総合優勝 種目別決勝ボール優勝 リボンフープ優勝
- 2011年 世界新体操選手権フランス大会 団体総合5位 種目別決勝ボール5位 リボンフープ7位
- 2012年 Ｗ杯ロシア新体操国際 団体総合2位 種目別決勝ボール2位 リボンフープ2位

## 出演

### PV
- 透明少女(ヒゲドライVAN)(2015年)

### テレビ番組
- みらいのつくりかた（2013年8月8日）
- 人生が変わる1分間の深イイ話 2時間SP（2018年4月2日）
- チャリダー★（2021年 - ）※2022年から準レギュラー・広報委員会に就任 （不定期出演）